# Waśki (obwód witebski)
Waśki (biał. Ваські, Waśki; ros. Васьки, Waśki) – wieś na Białorusi, w obwodzie witebskim, w rejonie głębockim. Wchodzi w skład sielsowietu Udział.

## Historia
Wieś szlachecka położona była w końcu XVIII wieku w powiecie oszmiańskim województwa wileńskiego.
W 1870 roku wieś leżała w wołoście Wierzchnie, w powiecie dziśnieńskim guberni wileńskiej. Należała do majątku Wierzchnie Śnitków.
W latach 1921–1945 wieś leżała w Polsce, w województwie wileńskim, w powiecie dziśnieńskim, w gminie Wierzchnie, od 1929 roku w gminie Głębokie.
Według Powszechnego Spisu Ludności z 1921 roku zamieszkiwało tu 89 osób, 8 było wyznania rzymskokatolickiego, 81 prawosławnego. Jednocześnie wszyscy mieszkańcy zadeklarowali polską przynależność narodową. Było tu 16 budynków mieszkalnych. W 1931 w 17 domach zamieszkiwało 85 osób.
Wierni należeli do parafii rzymskokatolickiej w Konstantynowie i prawosławnej w miejscowości Wierzchnie. Miejscowość podlegała pod Sąd Grodzki w Głebokiem i Okręgowy w Wilnie; właściwy urząd pocztowy mieścił się w Głębokiem.
Po agresji ZSRR na Polskę w 1939 roku wieś znalazła się pod okupacją sowiecką, w granicach BSRR. W latach 1941–1944 była pod okupacją niemiecką. Następnie leżała w BSRR. Od 1991 roku w Republice Białorusi.